# Feilding (Nuova Zelanda)
Feilding (in maori Aorangi; 17800 abitanti nel 2022) è un centro abitato della Nuova Zelanda, capoluogo del distretto di Manawatū nella regione di Manawatū-Whanganui.
Si trova nell'Isola del Nord, a circa 15 km a nord di Palmerston North e 55 km sud-est di Whanganui.

## Storia
La località iniziò a prendere forma nel 1871 quando il colonnello britannico William H.A. Feilding, da cui la località prende il nome, nella sua qualità di presidente di una cooperativa di emigranti e coloni acquistò per 75000 sterline centoseimila acri (~430 km²) di terreno dal governo della città di Wellington a uso dell'emigrazione britannica in Nuova Zelanda; a giugno 1874 giunsero i primi coloni dal Regno Unito.
La città divenne un importante centro agricolo e dell'allevamento che ancora costituisce un hub internazionale di prima grandezza nel mercato del bestiame.
Gran parte dell'architettura storica di Feilding è edoardiana, e fin dalla fine del XX secolo sono attivi progetti per salvaguardare l'eredità culturale e il patrimonio edilizio dei fabbricati costruiti in tale stile.

## Società

### Evoluzione demografica
Ai fini statistici Feilding è definita area urbana di media estensione (meno di 25 km²); la popolazione stimata al 2022 è di poco meno di 18000 abitanti.
Al censimento 2018 i gruppi etnici di cui si compone la popolazione sono europei (87%), maori (19,4%), polinesiani (2,5%), asiatici (3,2%) e altri (1,7%); il totale superiore al 100% è dovuto al fatto che al censimento la popolazione può dichiarare di identificarsi con più di un'identità etnica; tra coloro che hanno risposto alla domanda sulla propria religione, circa il 51% si è dichiarato senza alcun credo, poco più del 36% si è dichiarato cristiano e, sotto l'1%, 0,5% hindu, 0,3% musulmano, 0,4% buddista e 3,1% appartenente ad altre religioni.